# Svängsta Mattväveri AB
Svängsta Mattväveri AB var en svensk textilindustri som grundades i Asarum i Karlshamn år 1954. Konkursboet efter Wahlqvistska Klädesfabriken köptes av August Schmitz kommanditbolag i Malmö för 1,5 milj kr och fick bli innehållet i det nya bolaget, som inriktades helt på mattillverkning. 1960 köpte makarna Lisette och Lars-Åke Norlander bolaget och började med maskinell vävning av rya- och flossamattor. Fabrikationen tog fart och vid årtiondets slut hade man 80 anställda och en omsättning om drygt 4 milj kr. Svängstamattan blev ett begrepp för heminredare såväl i Sverige som utomlands. Antalet anställda fördubblades till som mest 180 personer. 1967 startades parallellt Vävaregården i Eringsboda för tillverkning av röllakanmattor. Textilkrisen (och ändrat heminredningsmode) drabbade företaget hårt och det såldes 1976 till Tabergs yllefabriker AB, som fortsatte rörelsen med ett sextiotal av de anställda till 1979 då verksamheten avvecklades.

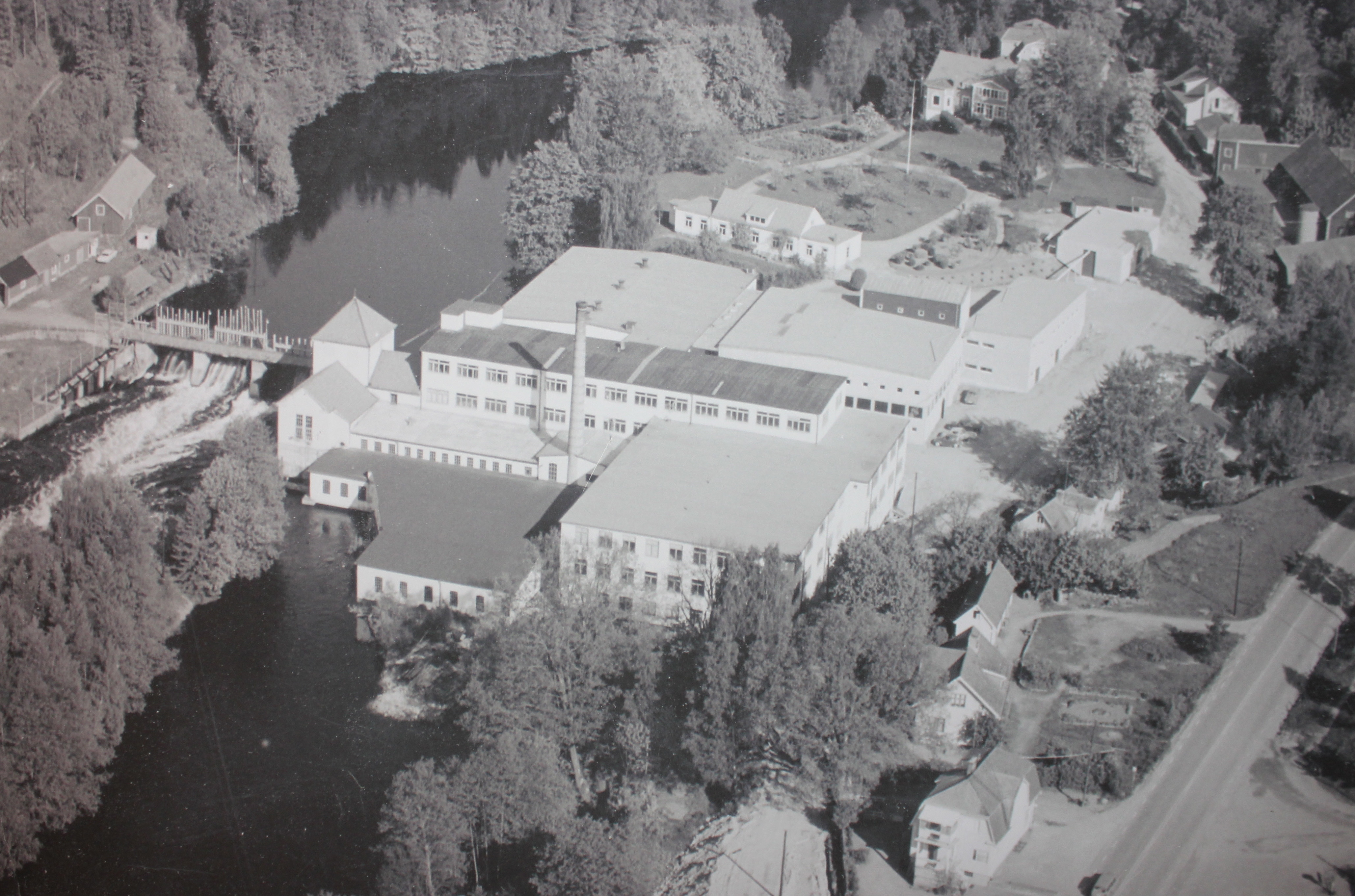
Flygfoto som visar fabriken. Tagen på 1970-talet.